# Rafinesquia
 Rafinesquia  Nutt., 1841 è un genere di piante angiosperme dicotiledoni della famiglia delle Asteraceae.

## Etimologia
Il nome del genere è stato dato in onore del naturalista Constantin Samuel Rafinesque (1783–1840).
Il nome scientifico del genere è stato definito dal botanico Thomas Nuttall (1786-1859) nella pubblicazione " Transactions of the American Philosophical Society Held at Philadelphia for Promoting useful Knowledge. Philadelphia" ( Trans. Amer. Philos. Soc. ser. 2, 7: 429) del 1841.

## Descrizione

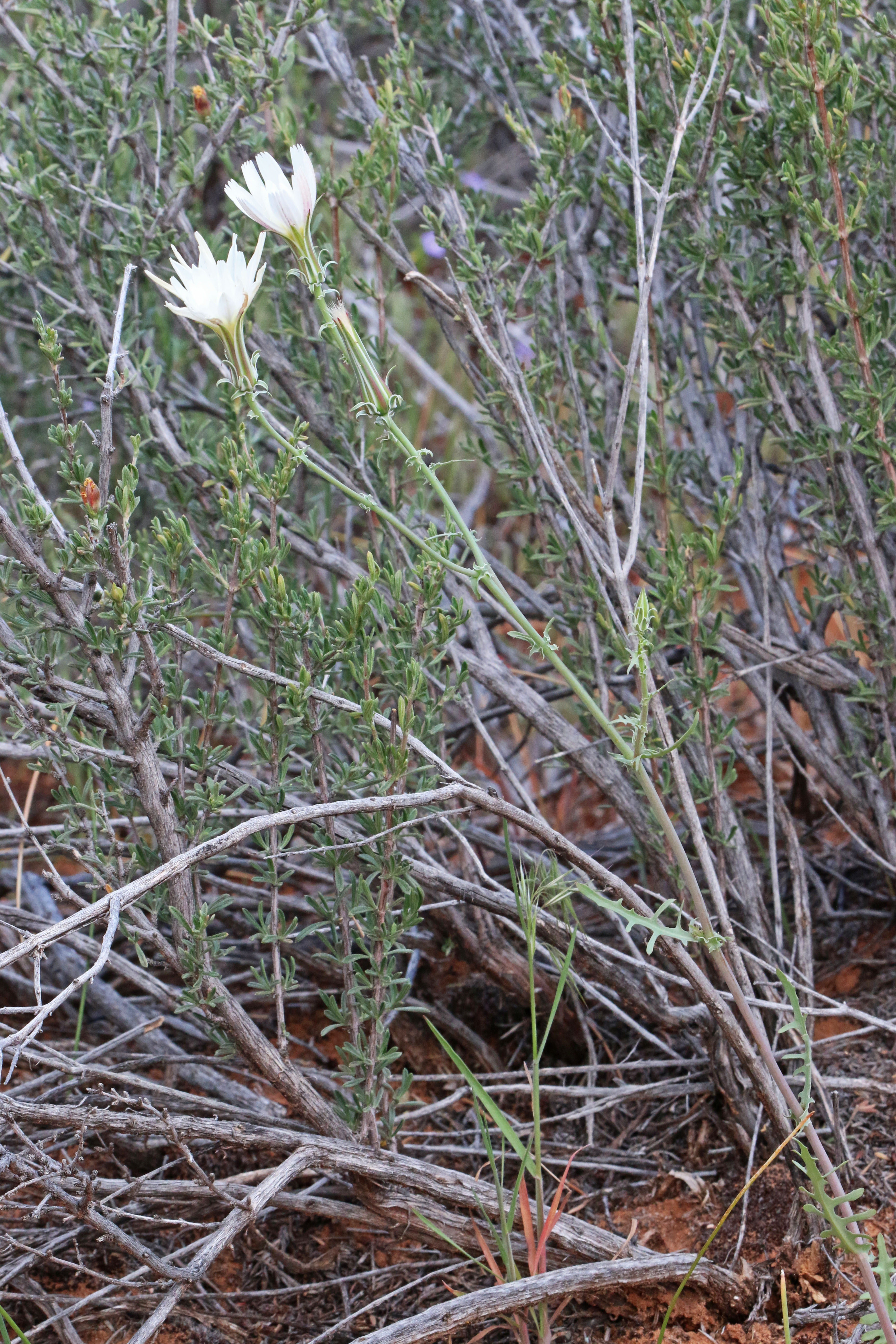
Il portamento
Rafinesquia neomexicana

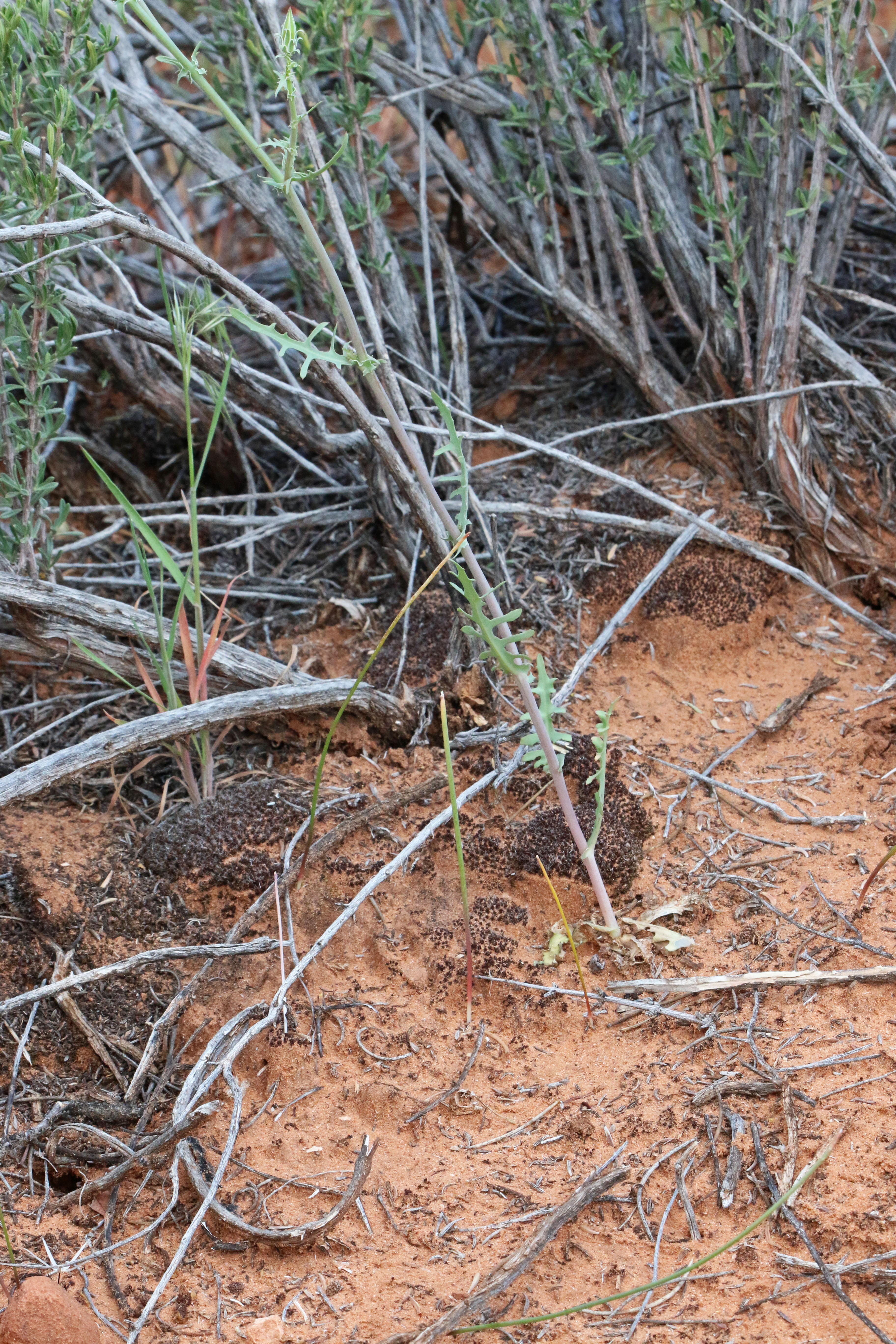
Le foglie
Rafinesquia neomexicana

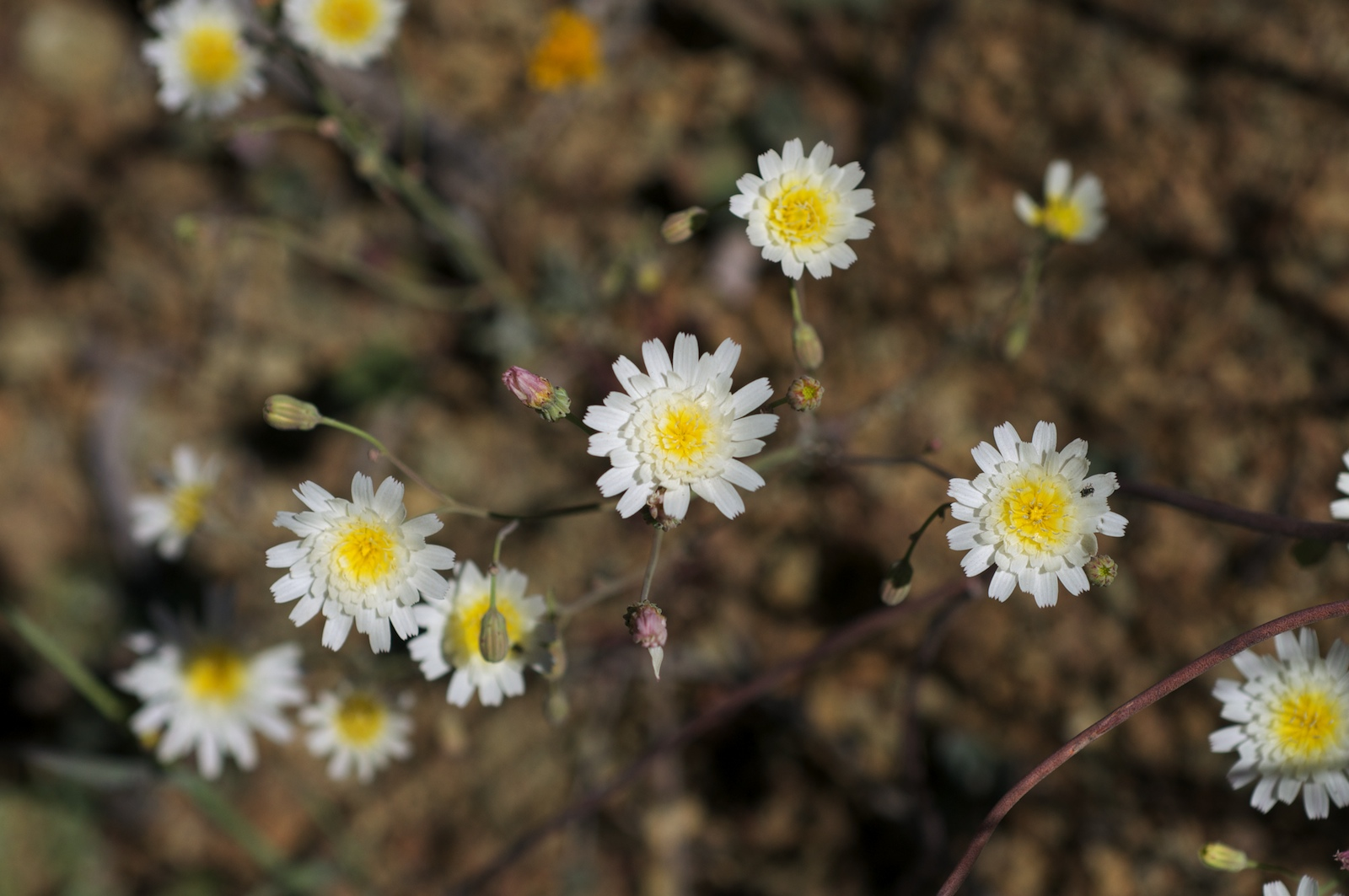
Infiorescenza
Rafinesquia californica

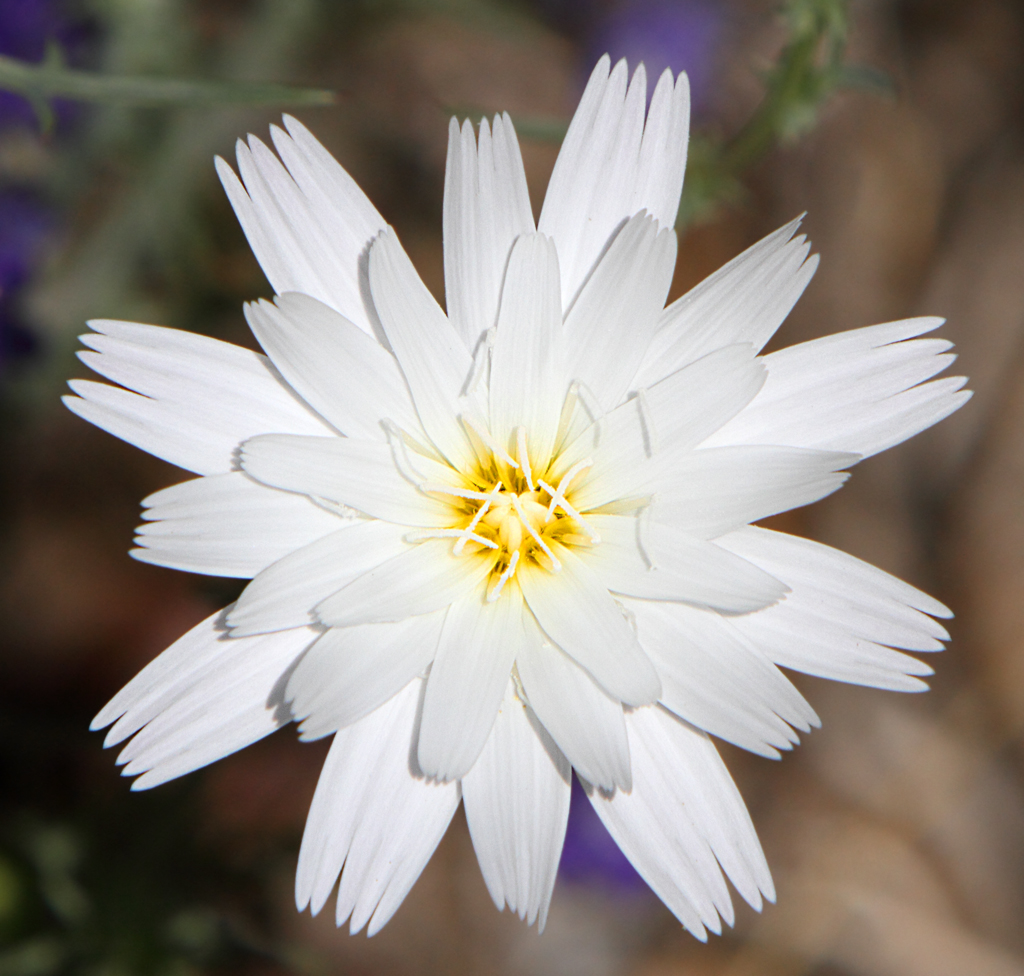
I fiori
Rafinesquia neomexicana

Habitus. Le specie di questo genere, con cicli biologici annuali, sono piante non molto alte. Tutte le specie del gruppo sono provviste di latice.
Fusto. I fusti (da1 a 3 per pianta), in genere eretti e ascendenti, sono di solito solitari e mediamente ramificati (all'apice). Le radici in genere sono di tipo fittonante. Altezza massima delle piante: 15 – 150 cm.
Foglie. Sono presenti sia foglie formanti delle rosette basali che cauline con disposizione alterna. Le foglie sono picciolate (o sessili quelle distali); le lamine hanno delle forme da oblunghe a oblanceolate (le cauline progressivamente diventano quasi delle brattee), i margini sono lobati.  La superficie può essere ricoperta da peli semplici o ramificati.
Infiorescenza. Le sinflorescenze, formate da diversi capolini, sono di tipo panicoliformi. L'infiorescenza vera e propria è composta da un capolino peduncolato, solamente di tipo ligulifloro, formato da un involucro composto da brattee (o squame) all'interno delle quali un ricettacolo fa da base ai fiori ligulati. Il peduncolo è sotteso da un calice con 8 - 14 brattee riflesse. L'involucro ha una forma cilindrico-conica ed è formato da una o più serie di 7 - 20 brattee. Le brattee più esterne, con forme lineari-lanceolate e apici acuti, spesso hanno dei margini membranosi. Il ricettacolo, alla base dei fiori, è nudo (senza pagliette), liscio, piatto e glabro. Diametro dell'involucro: 6 – 15 mm.
Fiori. I fiori (da 15 a 30 per capolino), tutti ligulati, sono tetra-ciclici (ossia sono presenti 4 verticilli: calice – corolla – androceo – gineceo) e pentameri (ogni verticillo ha in genere 5 elementi). I fiori sono ermafroditi, fertili e zigomorfi.
- Formula fiorale:

*/x K {\displaystyle \infty }, [C (5), A (5)], G 2 (infero), achenio
- Calice: i sepali del calice sono ridotti ad una coroncina di squame.
- Corolla: le corolle sono formate da un tubo e da una ligula terminante con 5 denti; il colore varia da bianco a crema (spesso sfumato di rosa).
- Androceo: gli stami sono 5 con filamenti liberi e distinti, mentre le antere sono saldate in un manicotto (o tubo) circondante lo stilo.[12] Le antere sono codate e allungate con una appendice apicale; i filamenti sono lisci. Il polline è tricolporato e di colore arancio.[13]
- Gineceo: lo stilo è filiforme. Gli stigmi dello stilo sono due divergenti, corti, smussati e ricurvi con la superficie stigmatica posizionata internamente (vicino alla base).[14] L'ovario è infero uniloculare formato da 2 carpelli.

Frutti. I frutti sono degli acheni con pappo. Gli acheni, colorati di marrone chiaro o grigiastro, lisci o tubercolati, sono fusiformi con apice provvisto di becco (non sono compressi); in alcuni casi gli acheni sono debolmente costati (con 5 creste). Il pappo si compone di 5 - 21 peli o setole distintamente piumose dispote su una serie.

## Biologia
- Impollinazione: l'impollinazione avviene tramite insetti (impollinazione entomogama tramite farfalle diurne e notturne).
- Riproduzione: la fecondazione avviene fondamentalmente tramite l'impollinazione dei fiori (vedi sopra).
- Dispersione: i semi (gli acheni) cadendo a terra sono successivamente dispersi soprattutto da insetti tipo formiche (disseminazione mirmecoria). In questo tipo di piante avviene anche un altro tipo di dispersione: zoocoria. Infatti gli uncini delle brattee dell'involucro (se presenti) si agganciano ai peli degli animali di passaggio disperdendo così anche su lunghe distanze i semi della pianta.

## Distribuzione e habitat
La distribuzione è unicamente Americana (California e New Messico).

## Tassonomia
La famiglia di appartenenza di questa voce (Asteraceae o Compositae, nomen conservandum) probabilmente originaria del Sud America, è la più numerosa del mondo vegetale, comprende oltre 23.000 specie distribuite su 1.535 generi, oppure 22.750 specie e 1.530 generi secondo altre fonti (una delle checklist più aggiornata elenca fino a 1.679 generi). La famiglia attualmente (2021) è divisa in 16 sottofamiglie.

### Filogenesi
Il genere di questa voce appartiene alla sottotribù Microseridinae della tribù Cichorieae (unica tribù della sottofamiglia Cichorioideae). In base ai dati filogenetici la sottofamiglia Cichorioideae è il terz'ultimo gruppo che si è separato dal nucleo delle Asteraceae (gli ultimi due sono Corymbioideae e Asteroideae). La sottotribù Microseridinae fa parte del "quinto" clade della tribù; in questo clade insieme alla sottotribù Cichoriinae forma un "gruppo fratello".
I seguenti caratteri sono distintivi per la sottotribù:
- il polline è colorato di arancio;
- la distribuzione è relativa al Nuovo Mondo.

Il genere di questa voce, nell'ambito filogenetico della sottotribù, occupa una posizione vicina ai generi Stephanomeria, Munzothamnus  e Pleiacanthus. Alcuni Autori, considerando l'estensione della sottotribù, l'hanno suddivisa in 8 entità (o alleanze) informali. Il genere di questa voce è stato associato al gruppo 'Alleanza Stephanomeria formato dai generi  Munzothamnus, Pleiacanthus, Prenanthella, Rafinesquia e Stephanomeria. Il genere di questa voce in precedenti classificazioni era descritto all'interno della sottotribù (non più valida) Stephanomeriinae. Alcune checklist considerano il genere Prenanthella sinonimo di Lygodesmia.
I caratteri distintivi per le specie di questo genere sono:
- il ciclo biologico è perenne con portamento arbustivo;
- il ricettacolo è nudo;
- i capolini hanno pochissimi fiori;
- gli acheni hanno un becco e sono più piccoli di 8 mm.

Il numero cromosomico della specie è: 2n = 16 (specie diploidi).

### Elenco delle specie
Questo genere ha 2 specie:
- Rafinesquia californica Nutt.
- Rafinesquia neomexicana  A.Gray

### Sinonimi
Sono elencati alcuni sinonimi per questa entità:
- Nemoseris Greene, 1891